# Tatort: Experiment
Experiment ist ein Fernsehfilm aus der Kriminalreihe Tatort der ARD und des ORF. Der Film wurde vom Norddeutschen Rundfunk unter der Regie von Werner Masten produziert und am 3. Mai 1992 erstmals ausgestrahlt. Es handelt sich um die Tatort-Folge 257. Für den Kriminalhauptkommissar Paul Stoever (Manfred Krug) ist es der 17. Fall. Für seinen Kollegen Peter Brockmöller (Charles Brauer) ist es der 14. Fall, in dem er ermittelt.

## Handlung
In einem Hamburger Krankenhaus hegt Schwester Herta Kremer den Verdacht, dass Herr Dr. Zauner und Frau Dr. Schneider den älteren Patienten ihrer Station ein ungetestetes Medikament verabreichen. Sie täuscht daher vor, eine Ampulle mit dem Wirkstoff fallen gelassen zu haben, woraufhin ihr Frau Dr. Schneider mit der Bemerkung, besser aufzupassen, eine neue Ampulle gibt, die sie in ihrem Spind in einem Bonbonpapier versteckt. Als einer von Schwester Hertas Patienten unvorhergesehene Blutungen bekommt und die Ärzte sich in einer Notoperation um den Mann kümmern, nutzt Schwester Herta die Gelegenheit, den Schreibtisch der beiden Ärzte zu durchsuchen. Dabei entdeckt sie eine ihr unbekannte Formel, die sie sich notiert und mit einem Fragezeichen versieht, ob dies „Rheumol“ sei.
Trotz aller Bemühungen stirbt der Patient von Zimmer 202 und Frau Dr. Schneider macht Schwester Herta Vorwürfe, sich nicht ausreichend um die Patienten in diesem Zimmer gekümmert zu haben. Das weist sie strikt von sich und meint, sich das nicht länger gefallen zu lassen. Dr. Zauner versucht sie zu trösten, doch ihr Entschluss, mit ihrem Verdacht an die Öffentlichkeit zu gehen, ist damit gefasst. Die beiden Ärzte ahnen, dass sich ihre Pflegekraft an Professor Wimmer wenden will und überlegen, wie sie das verhindern können. Am nächsten Tag wird sie vor ihrem Wohnhaus gefunden, nachdem sie vom Balkon gefallen ist. Stoever und Brockmöller haben zu klären, ob es ein Selbstmord war oder ein Mord. Der Nachbar der Toten erklärt den Beamten, dass die lebenslustige Frau ganz bestimmt nicht Selbstmord begangen hat. Er weiß von einem ehemaligen Freund, mit dem sie zusammen im Krankenhaus gearbeitet hätte. Die Ermittler befragen daraufhin die Arbeitskollegen und stoßen auf die Laborantin Frau Brehm. Sie ist erschrocken über den Tod ihrer Freundin und berichtet, dass Herta ihr eine Ampulle bringen wollte, deren Inhalt sie analysieren sollte. Stoever fällt der Zettel ein, den er in der Wohnung des Opfers gefunden hatte. Er sichert daraufhin den Inhalt ihres Spinds und trifft anschließend auf Dr. Zauner, dem er den Zettel mit der Notiz zeigt. Dieser befürchtet sofort entdeckt zu werden und bespricht sich mit seiner Kollegin, die meint, er solle in allen Krankenakten von Zimmer 202 das Mittel „Rheumol“ eintragen. Ehe er das tun kann, fordert der Professor genau diese Unterlagen an und er muss sie unkorrigiert herausgeben.
Stoever und Brockmöller befragen Norbert Sasse, den Arbeitskollegen, mit dem Herta Kremer befreundet war. Er gibt an, dass sie ihm von den Vorfällen auf ihrer Station berichtet hatte. Patienten erfuhren eine kurzzeitige Besserung ihres Befindens bis hin zu völliger Schmerzfreiheit und kurz darauf starben sie an Herzversagen. Er weiß auch, das Dr. Zauner sehr wahrscheinlich mit darin verwickelt ist. Während der Befragung bedient sich Meier 2 zufällig aus der Bonbontüte des gesicherten Beweismaterials des Opfers und findet die Ampulle. Unverzüglich wird die zur Analyse ins Labor gegeben und Sasse kann wieder gehen. Der begibt sich in die Klinik und will Dr. Zauner zur Rede stellen. Da er dort zuerst auf  Dr. Schneider trifft, bedroht er sie in seiner Rage mit einem Messer. Zauner will ihr zu Hilfe kommen und schlägt Sasse so brutal nieder, dass er an einem Schädelbruch stirbt. Heimlich verstecken sie die Leiche im Kühlbereich der Rechtsmedizin.
Inzwischen fassen Stoever und Brockmöller den Plan, als Patient und Besucher getarnt in der Klinik zu ermitteln. Brockmöller täuscht einen Herzanfall vor und begibt sich in die Notaufnahme. Dort wird er von Frau Dr. Schneider empfangen und, wie gehofft, stationär aufgenommen. Da sie bisher nur mit Stoever zu tun hatte, kennt sie seinen Kollegen nicht und schöpft zunächst keinen Verdacht. Das ändert sich, als sie Brockmöller dabei ertappt, wie er durch die Krankenzimmer schleicht und sich auch am Medikamentenschrank zu schaffen macht. Kurzerhand lässt sie ihn auf die Psychiatrie verlegen, wo Stoever ihn am nächsten Tag „befreien“ muss.
Die Untersuchung der Ampulle ergibt eindeutig, dass es sich um ein neues Mittel handelt, das von der Zytox AG in Hamburg hergestellt wird. Dort befragt Stoever den Geschäftsführer, der sich darüber erstaunt zeigt, dass seine Formel bereits in der Praxis eingesetzt wird. Bei dem Gespräch stellt sich heraus, dass vor einiger Zeit Frau Dr. Schneider dort gearbeitet hatte.
Professor Wimmer kommen nach Durchsicht der Unterlagen der Patienten von Zimmer 202 Zweifel und er lässt in der Rechtsmedizin eine Blutprobe des gerade verstorbenen Patienten sichern. Nachdem er diese selbst untersucht hat, beordert er Dr. Zauner zu sich und stellt ihn zur Rede. Der gibt zu, dass er ein neues Medikament testet. Woraufhin der Professor von ihm fordert, umgehend die Versuchsreihen einzustellen. Resigniert bespricht er sich mit seiner Kollegin, die bereits fristlos von Chefarzt Wimmer entlassen wurde.
Stoever befragt Dr. Schneider und sie sagt aus, dass sie von der Zytox AG unter Druck gesetzt worden sei, das Mittel zu testen. Was sie allerdings nicht beweisen kann, aber wenn ihre Entdeckung anerkannt würde, könnten ihrer Meinung nach damit Tausenden Menschen geholfen werden. Dafür hätten sie und Dr. Zauner ihre heimliche Studie unternommen, und sie verdächtigt Dr. Zauner, dass er den Professor umbringen will. Das kann Stoever glücklicherweise verhindern und Zauner anschließend festnehmen. Doch stellt sich am Ende heraus, dass Professor Wimmer ein Verhältnis mit Herta Kremer hatte. Sie klammerte sich derart an ihn, was er aber nicht wollte. Sie wollte ihn unbedingt heiraten, was er strikt ablehnte, da er ja verheiratet war. Sie wäre daraufhin auf das Geländer ihres Balkons geklettert und sei dann unabsichtlich hinuntergestürzt. Mit Rücksicht auf seine Ehefrau, die von seiner Affäre nichts ahnte, hätte er über diese Angelegenheit Stillschweigen bewahrt.

## Hintergrund
Der NDR produzierte Experiment in Zusammenarbeit mit Studio Hamburg Filmproduktion. In dieser Folge erfährt man den Vornamen des Assistenten „Meier 2“: Oswald. Die Schauspielerin Margarita Broich, hier in der Rolle einer Ärztin, verkörpert seit Mai 2015 die HR-Ermittlerin Anna Janneke.

## Rezeption

### Einschaltquote
Bei seiner Erstausstrahlung am 3. Mai 1992 hatte Experiment 15,29 Millionen Zuschauer, was einem Marktanteil von 49,70 % entspricht.

### Kritik
Die Kritiker der Fernsehzeitschrift TV Spielfilm nannten den Tatort  Experiment einen „‚Brocki‘ lässt sich […] einweisen… …und lieferte in diesem ‚Tatort‘-Quotenhit […] eine Glanzleistung in der Zwangsjacke“.